# Jacobaea aquatica
A Jacobaea aquatica a fészkesvirágzatúak (Asterales) rendjébe és az őszirózsafélék (Asteraceae) családjába tartozó faj.

## Rendszertani besorolása
A Jacobaea aquaticát, korábban az aggófüvek (Senecio) nemzetségbe sorolták Senecio aquaticus néven.

## Előfordulása
A Jacobaea aquatica Európában őshonos növényfaj. Előfordulási területe magába foglalja a Brit-szigeteket, az egész Nyugat-, Közép-, Dél- és Délkelet-Európát, valamint Skandináviát, kivéve Finnországot. A balti országokban, Törökország európai részén és a Jeges-tengerben található Spitzbergákon is vannak természetes állományai. Ukrajnából, Oroszországból és a Földközi-tenger egyes szigeteiről hiányzik.

## Változata
Ehhez a növényfajhoz az alábbi változat tartozik :
- Jacobaea aquatica var. erratica - szinonimája: Senecio aquaticus subsp. erraticus (Bertol.) Tourlet

## Képek

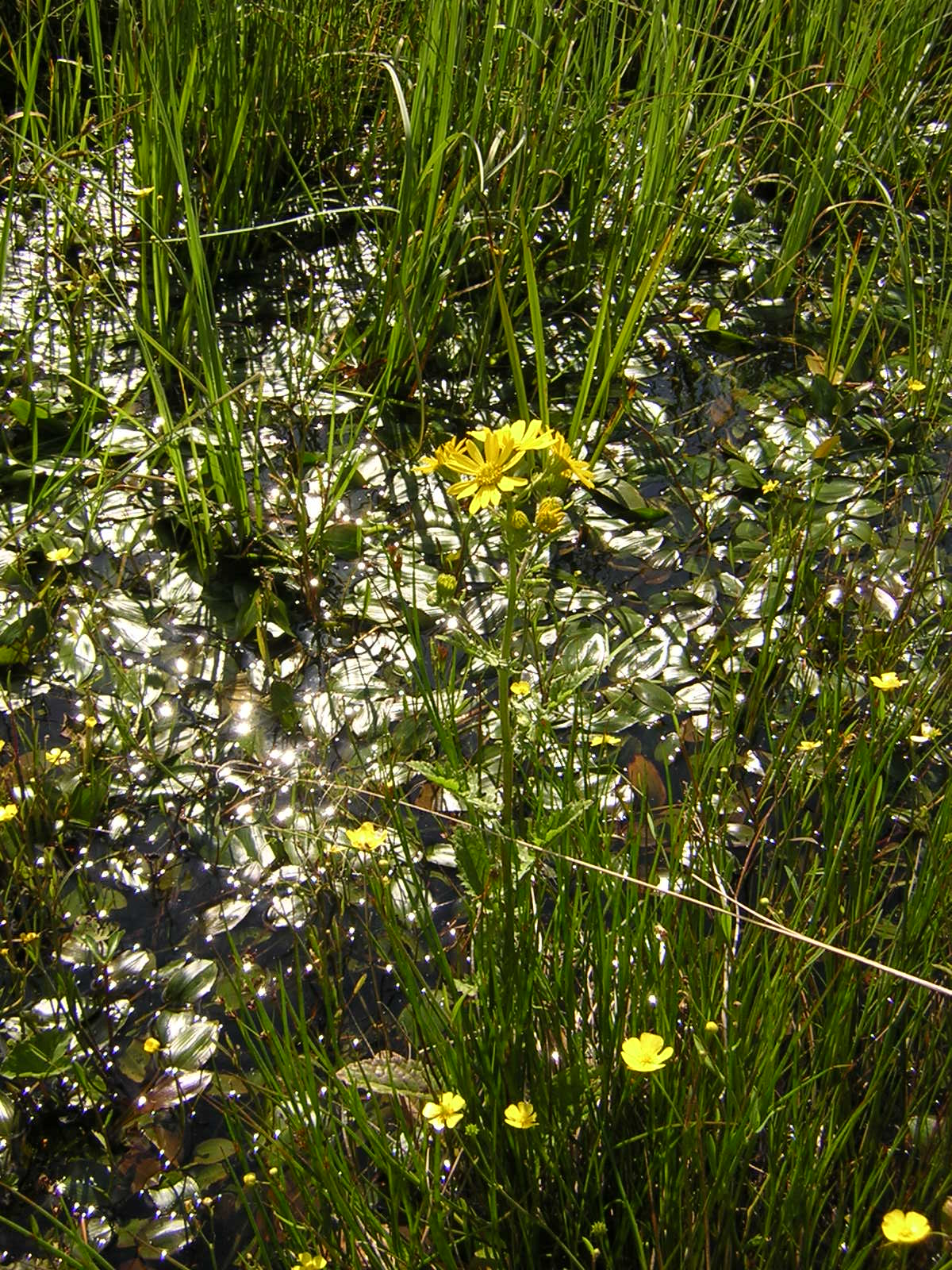
A természetes élőhelyén
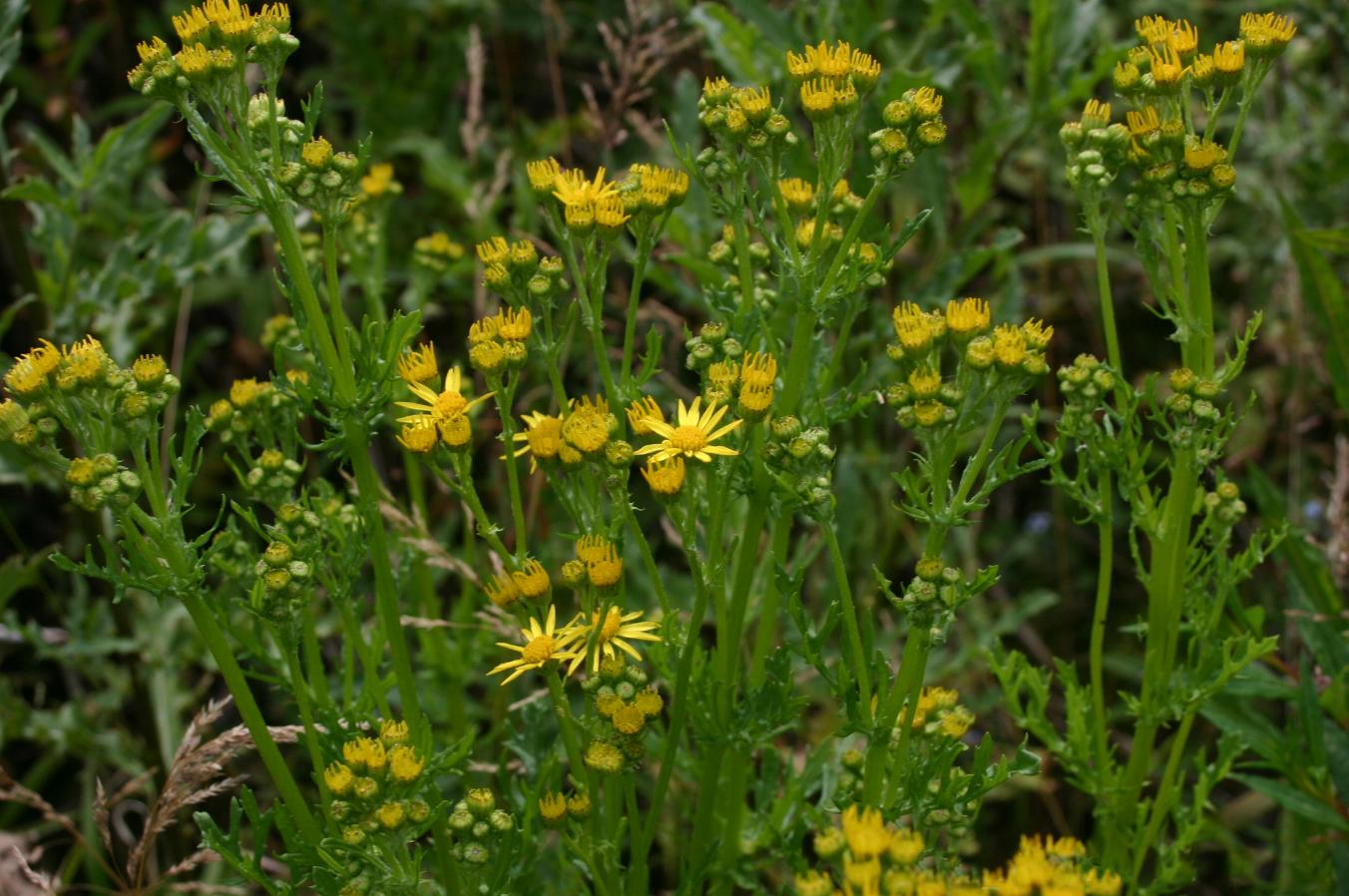
Virágai
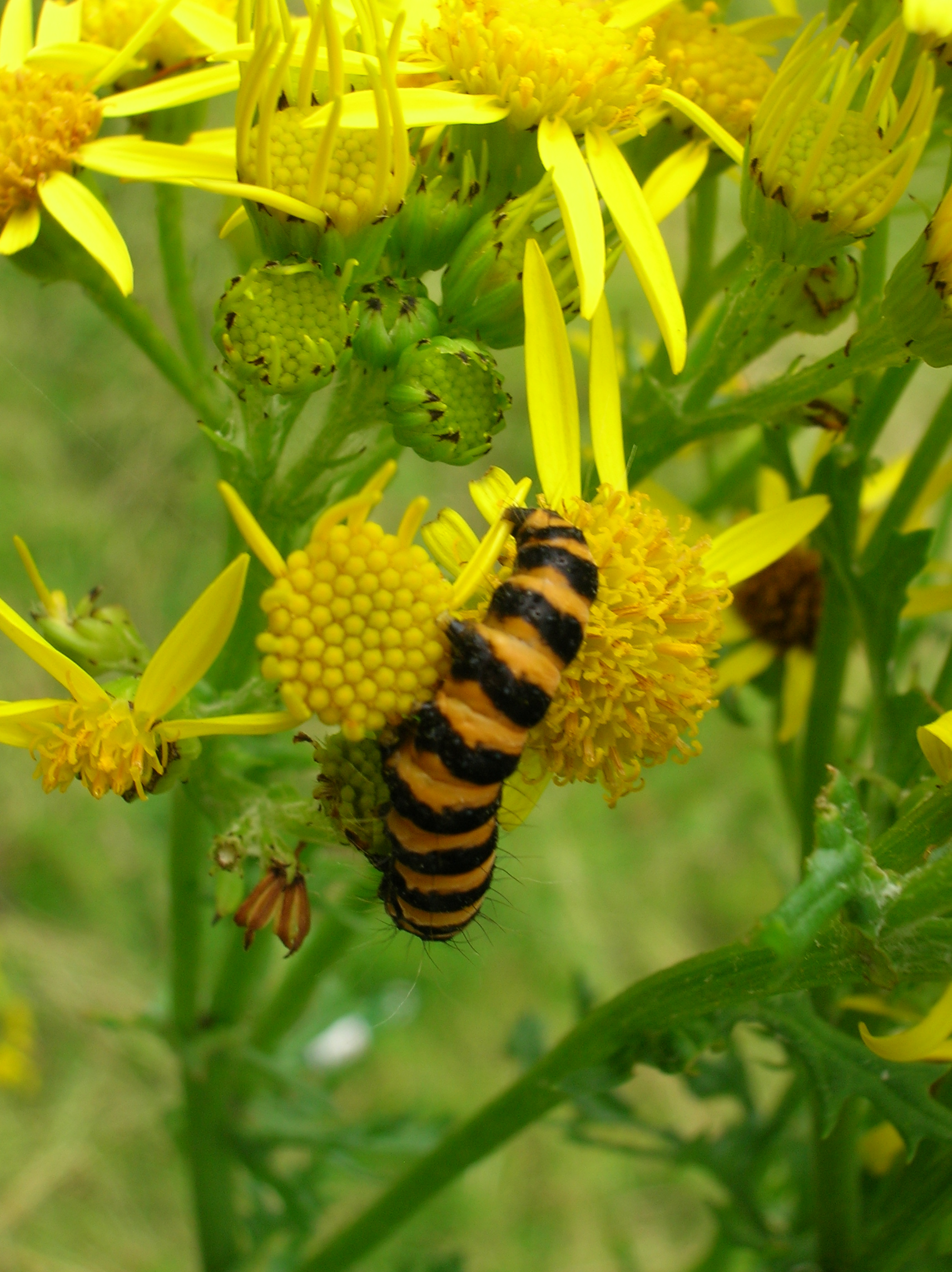
A Tyria jacobaeae nevű hernyónak táplálékul szolgál
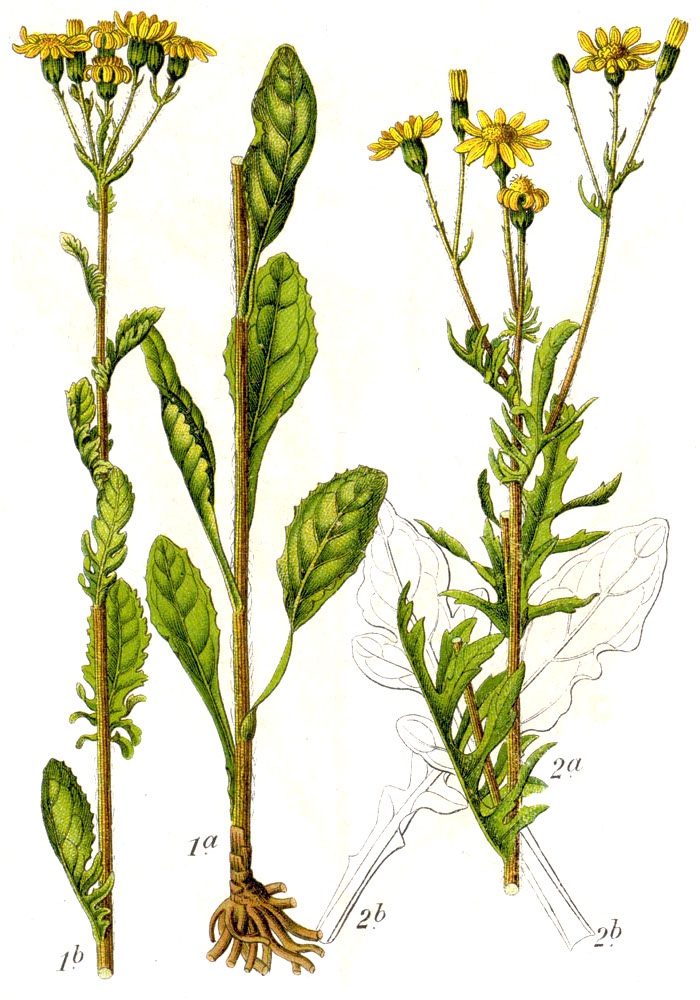
Rajz a növényről